# Novi Teritoriji
Novi Teritoriji (kineski: 新界,) jedna su od tri glavne regije Hong Konga uz otok Hong Kong i poluotok Kowloon. Novi Teritoriji čine 86,2% teritorija Hong Konga, a sadrži oko polovicu stanovništva Hong Konga. Povijesno gledano, to je područje opisano u Konvenciji za proširenje područja Hong Konga. Prema tome, Nove Teritorije čine kopneni dio sjeverno od Boundary Street (hrv. Granične ulice) poluotoka Kowloon i južno od rijeke Sham Chun, kao i preko 200 otoka, uključujući otoke Lantau, Lamma, Cheung Chau i Peng Chau na teritoriju Hong Konga.
Kasnije, nakon što je New Kowloon definiran kao područje između Boundary Street (hrv. Granične ulice) i Kowloonovih lanaca koji su se protezale od naselja Lai Chi Koka do kanala Lei Yue Muna i proširenja urbanih područja Kowloona, New Kowloon je postupno urbaniziran i apsorbiran u Kowloon.
Novi Teritoriji sada obuhvaćaju kopno sjeverno od Kowloonovih lanaca i južno od rijeke Sham Chun, kao i Otočni otoci. Sastoje se od površine od 952 km2. Novi Kowloon je ostao zakoniti dio Novih Teritorija umjesto dio Kowloona.
Novi Teritoriji bili su dio Ujedinjenoga Kraljevstva od 1898. godine na rok od 99 godina, što je odlučeno na Drugoj konvenciji u Pekingu (Konvencija o produljenju hongkongškoga teritorija). U doba drugog svjetskog rata, tijekom rata na Pacifiku bili suokupirani od strane Japana. Godine 1945., Ujedinjeno Kraljevstvo je ponovo uspostavilo svoju vlast. Po isteku najma, suverenost je 1997. godine dobila Narodna Republika Kina, zajedno s otokom Hong Kongom i poluotokom Kowloon.
Godine 2011. stanovništvo Novih Teritorija imalo je 3,691.093 stanovnika s gustoćom naseljenosti od 3,801 po četvornom kilometru.
Iako je dio Kine, Hong Kong funkcionira kao samostalna država, sa svojim zakonima, valutom, sportskim reprezentacijama, dok prema ostatku Kine i danas postoje granični prijelazi i naplata carine. Prema principu "jedna zemlja, dva sustava", Hong Kong ima drukčiji politički sustav od kontinentalne Kine. Hongkonško neovisno sudstvo djeluje pod sustavom običajnog prava. Temeljni zakon Hong Konga, ustavni dokument koji propisuje "visok stupanj autonomije" u svim pitanjima osim vanjskih odnosa i obrane, upravlja političkim sustavom teritorija.